# Обсервационный корпус

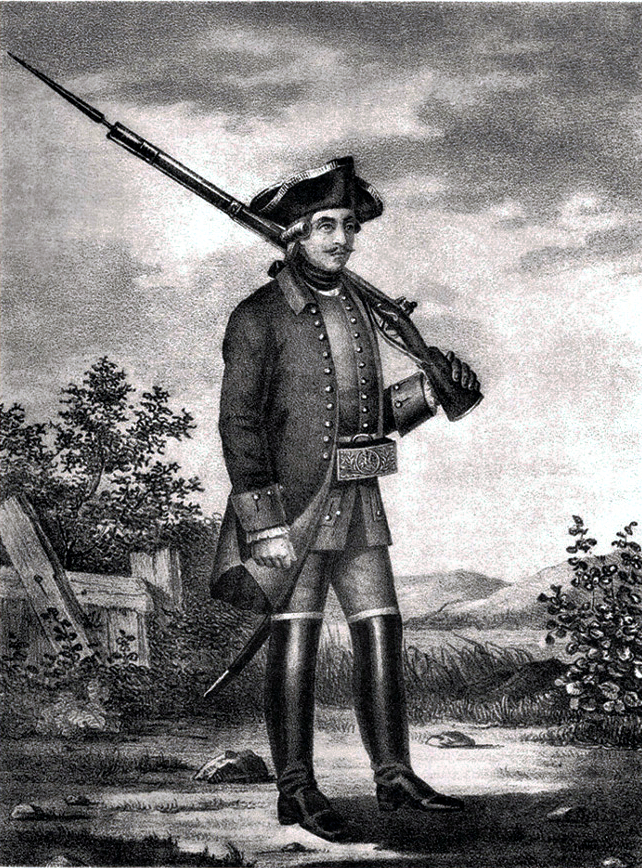
Мушкетёр Обсервационного корпуса.

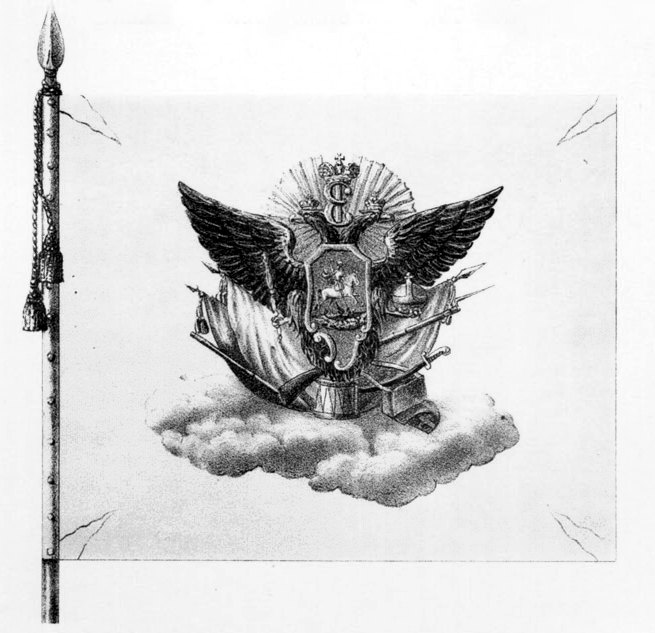
Знамя мушкетёрского полка Обсервационного корпуса.

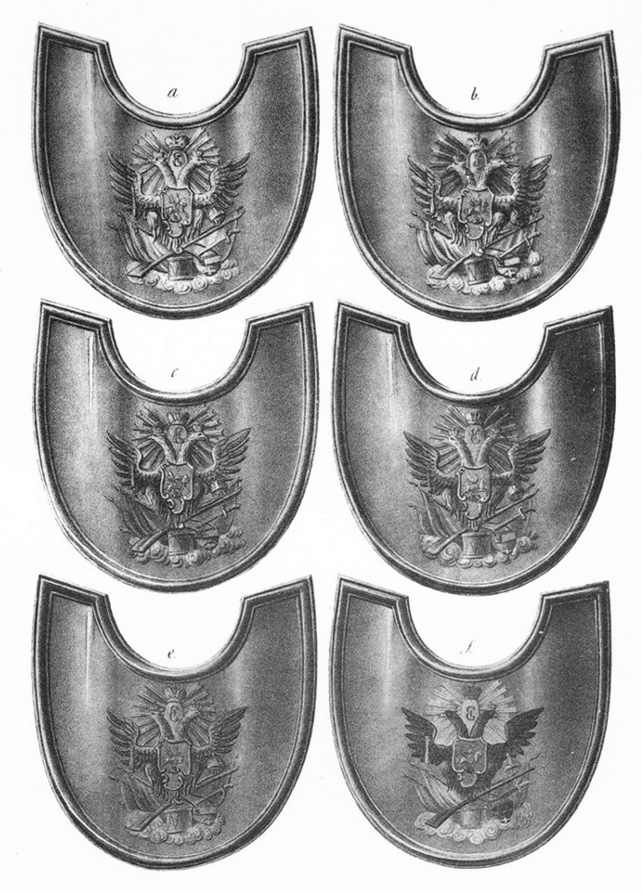
Знаки различия (горжеты) офицеров корпуса.

Обсервацио́нный ко́рпус — под таким наименованием вошёл в историю корпус русской армии, участвовавший в Семилетней войне, сформированный и руководимый из Санкт-Петербурга графом П. И. Шуваловым, всесильным вельможей Елизаветинского времени. 
В конце царствования императрицы Елизаветы Петровны, для нижних чинов обсервационного корпуса, принят на вооружение тесак, с искривлённым и несколько короче сабельного клинком, имел эфес в виде черенка с крестовиной. Корпус не прославив себя ничем, был расформирован после сражения при Кунерсдорфе.

## История корпуса
Решение об увеличении русской армии на 30 тысяч человек в связи с надвигающейся войной с Пруссией было принято Санкт-Петербургской конференцией, совещательным органом при Елизавете Петровне, аналогичным по функциям австрийскому гофкригсрату, 26 сентября (7 октября) 1756 года. Набор первоначально названного «запасным» корпуса был поручен, по его собственному настоянию, графу Шувалову, взявшемуся за дело с обычными для него размахом и быстротой. Со временем Обсервационный корпус, как он теперь был окрещён, превратился в любимое детище Шувалова, намеревавшегося создать не просто корпус, а элитный корпус, а также и лично руководить им, не покидая Санкт-Петербурга. По замыслу Шувалова корпус должен был состоять из одного гренадерского и пяти мушкетёрских полков, а также полковой артиллерии. Предполагалось снабдить солдат новейшими ружьями и громадным количеством артиллерийских орудий разных типов, в основном, изобретения Шувалова и его людей. Вникая во все детали организации, граф создал и эскизы особой формы одежды для своих «шуваловцев».
Действительность не поспела за смелыми прожектами: несмотря на то, что формируемый корпус обошёлся в большие деньги, лишь до Цорндорфа — в астрономическую, по тем временам, сумму более чем в миллион рублей, для покрытия которой пришлось начать переделку медной монеты с одновременным увеличением её стоимости, удалось набрать лишь приблизительно 29 тысяч вместо запланированных 30 с лишним тысяч солдат. Но и набранным не хватало ружей, даже не нового образца, недоставало также нового обмундирования, лошадей и повозок для артиллерии, вместо 120 новых орудий и дополнительной батареи в 24 орудия корпус получил лишь 98 орудий. Состав нижних чинов был необычайно пёстрым: тут и черногорцы из Новой Сербии, и донские казаки, и казанские татары, и башкиры, и мещеряки, и недоросли из дворян. Случайно сведённые вместе, в большинстве плохо обученные, так как офицеров был также некомплект, они, как воинское соединение, значительно уступали по своим боевым качествам «старым» регулярным российским войскам, что и не замедлило проявиться в сражениях Семилетней войны. И при Цорндорфе, и при Кунерсдорфе, несмотря на мужество рядовых, корпус являлся слабым звеном армии.
Однако самой большой проблемой корпуса являлось руководство им. Всерьёз вообразив себя полководцем, Шувалов первоначально предполагал лично вести его в бой. Позднее, отказавшись от этой затеи, он сохранил за собой право на самую мелочную опеку корпусных командиров, находившихся от него на расстоянии тысяч вёрст, а также право решать за них. В результате, корпус оказался армией в армии.
После расформирования корпуса в феврале 1760 года, из его состава было создано три артиллерийских полка, а оставшиеся солдаты были распределены по пехотным частям.